# 에이다타운십 (미시간주)

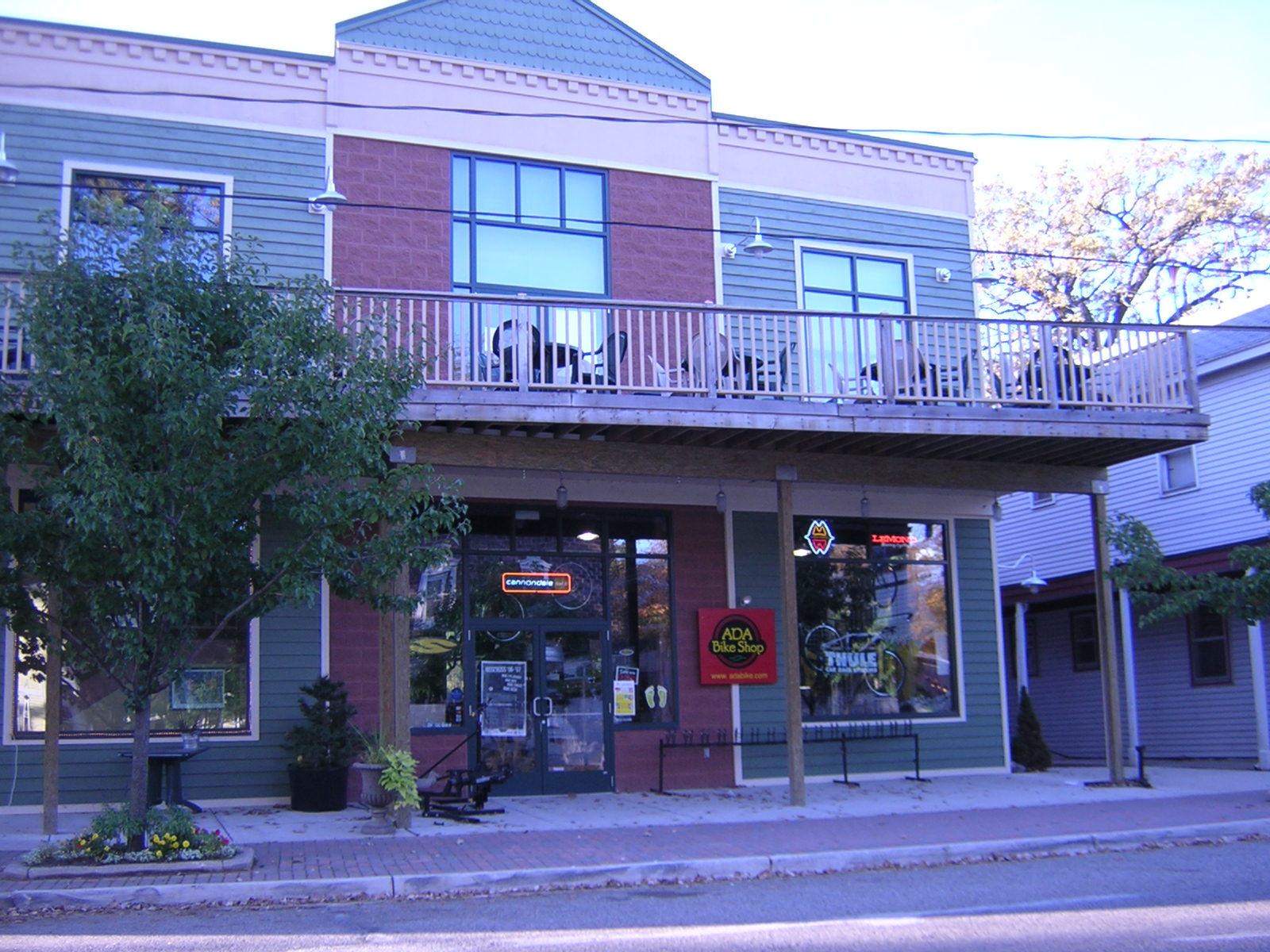

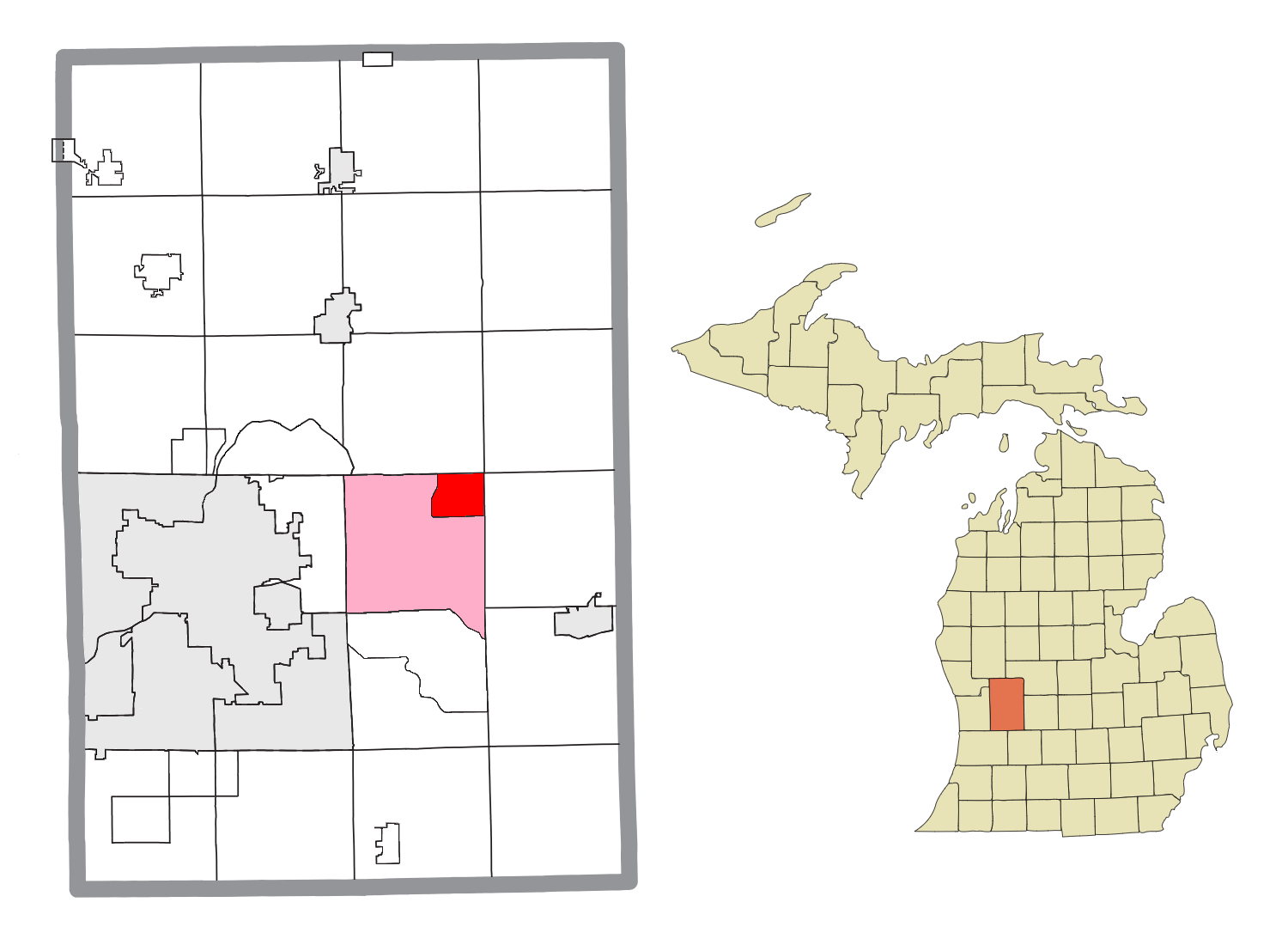

에이다타운십(Ada Township)은 미국 미시간주 켄트군의 도시이다. 2020년 미국 인구 조사 기준 인구 수는 14,388명이다.
이 타운십 대부분이 통계 목적으로만 사용되는 포레스트힐스 인구지정구역에 포함되어 있다.

## 지리
미국 인구조사국에 따르면 타운십의 총 면적은 37.11 제곱마일 (96.11 km2)이며, 그 중 36.04 제곱마일 (93.34 km2)은 육지이고 1.06 제곱마일 (2.75 km2)(2.86%)은 물이다.
그랜드리버(Grand River)와 쏜애플리버(Thornapple River)가 이 타운십을 통과한다.